# Synagoga w Toszku
Synagoga w Toszku – nieistniejąca synagoga znajdująca się w Toszku przy ulicy Piastowskiej.
Synagoga została zbudowana w 1840 roku. Podczas II wojny światowej hitlerowcy zdewastowali synagogę. Po zakończeniu wojny synagoga pozostawała przez wiele lat opuszczona i popadała w ruinę. W latach 80. została rozebrana, a w 1999 roku na jej podmurówce wzniesiono budynek mieszkalny.